# Eustomias dendriticus
Eustomias dendriticus és una espècie de peix de la família dels estòmids i de l'ordre dels estomiformes.

## Morfologia
- Els mascles poden assolir 12,9 cm de longitud total.[3][4]

## Hàbitat
És un peix marí i d'aigües profundes.

## Distribució geogràfica
Es troba a les regions subtropicals de l'Atlàntic oriental.